# Manuel Klinge
Manuel Klinge (* 5. September 1984 in Kassel) ist ein ehemaliger deutscher Eishockeyspieler und -funktionär, der etwa 14 Jahre lang bei den Kassel Huskies in der DEL, 2. Bundesliga und DEL2 spielte. Von August 2020 bis Juli 2024 war er Sportdirektor bei den Huskies.

## Karriere
Der 1,86 m große Flügelstürmer begann seine Karriere bei den Kassel Huskies, für die er in der Saison 2003/04 seine ersten DEL-Einsätze absolvierte. 2006 schoss er sein erstes DEL Tor und stieg mit den Hessen in die 2. Bundesliga ab. Zum Ende dieser Saison spielte der Rechtsschütze zudem mit einer Förderlizenz in der Oberliga beim ETC Crimmitschau und verhalf diesen zum Wiederaufstieg in die 2. Bundesliga. In der darauf folgenden Saison schaffte er den Durchbruch, als er mit 63 Pkt zu einem der Topscorer des Teams wurde. 2008 schafften die Huskies den sportlichen Aufstieg in die DEL, sodass Klinge mit den Nordhessen in den folgenden Spielzeiten wieder in der DEL aufs Eis ging.
Mit Bekanntgabe der Übernahme der Kassel Huskies durch den neuen Eigner Dennis Rossing verlängerte Manuel Klinge im Februar 2010 seinen Vertrag in Kassel um weitere drei Jahre bis 2013. Aufgrund der Insolvenz der Kassel Huskies wechselte Klinge im August 2010 zu den Adler Mannheim. Dort spielte er eine durchschnittliche Saison. In der darauffolgenden Saison wechselte er überraschend zurück zu den Huskies in die drittklassige Eishockey-Oberliga. Er hatte so die Möglichkeit, neben seinen sportlichen Tätigkeiten eine Ausbildung zu absolvieren. Klinge wurde mit 103 Pkt in 38 Spielen schnell zum erhofften Leistungsträger. Der anvisierte Aufstieg in die DEL2 gelang aber erst 2014. In der Saison 2015/16 gewann er mit Kassel dann den DEL2-Meistertitel.
Im Herbst 2017 erlitt er eine schwere Knieverletzung. Ab April 2018 agierte er daher als Teammanager der Huskies. Im August 2020 gab er sein endgültiges Karriereende bekannt und wurde neuer Sportdirektor der Huskies. In Anerkennung seiner Verdienste um das Kasseler Eishockey wird Klinges Nummer 9 bei den Huskies nicht mehr vergeben. Klinge ist mit 622 Spielen Rekordspieler der Huskies und mit 702 Punkten (305 Tore und 397 Vorlagen) zweitbester Scorer. Acht Jahre lang war er Kapitän der Huskies und amtierte in dieser Position damit am längsten.

### International
Im Jahr 2008 schaffte Manuel Klinge den Sprung in die deutsche Nationalmannschaft, für die er zunächst einige Freundschaftsspiele bestritt. Aufgrund einer Verletzung – hervorgerufen durch eine Unsportlichkeit von Josh Langfeld kurz vor Ende der DEL-Hauptrunde 2008/09 – musste Manuel Klinge eine WM-Teilnahme in der Schweiz absagen.
Im Februar 2010 nahm er mit der Nationalmannschaft am Eishockey-Turnier der Olympischen Winterspiele in Vancouver teil. Hier spielte er zusammen mit Kai Hospelt und Marcel Müller in der vierten Angriffsreihe. Im Viertelfinal-Qualifikationsspiel gelang ihm ein Tor gegen den späteren Olympiasieger Kanada. Am Ende dieses Jahres absolvierte er seine vorerst letzten Spiele in der Nationalmannschaft.

## Karrierestatistik

### International
(Legende zur Spielerstatistik: Sp oder GP = absolvierte Spiele; T oder G = erzielte Tore; V oder A = erzielte Assists; Pkt oder Pts = erzielte Scorerpunkte; SM oder PIM = erhaltene Strafminuten; +/− = Plus/Minus-Bilanz; PP = erzielte Überzahltore; SH = erzielte Unterzahltore; GW = erzielte Siegtore; 1 Play-downs/Relegation; Kursiv: Statistik nicht vollständig)

## Größte Erfolge
- Spieler des Jahres der Oberliga West 2011/2012[8]
- Teilnahme an den olympischen Spielen 2010.
- Meister 2. Bundesliga und Aufstieg in die DEL mit den Kassel Huskies 2007/08
- Aufstieg in die 2. Bundesliga mit dem ETC Crimmitschau 2005/06
- Aufstieg in die DEL2 mit den Kassel Huskies 2013/2014
- Meister der DEL2 mit den Kassel Huskies 2015/16